# Kraviklyra

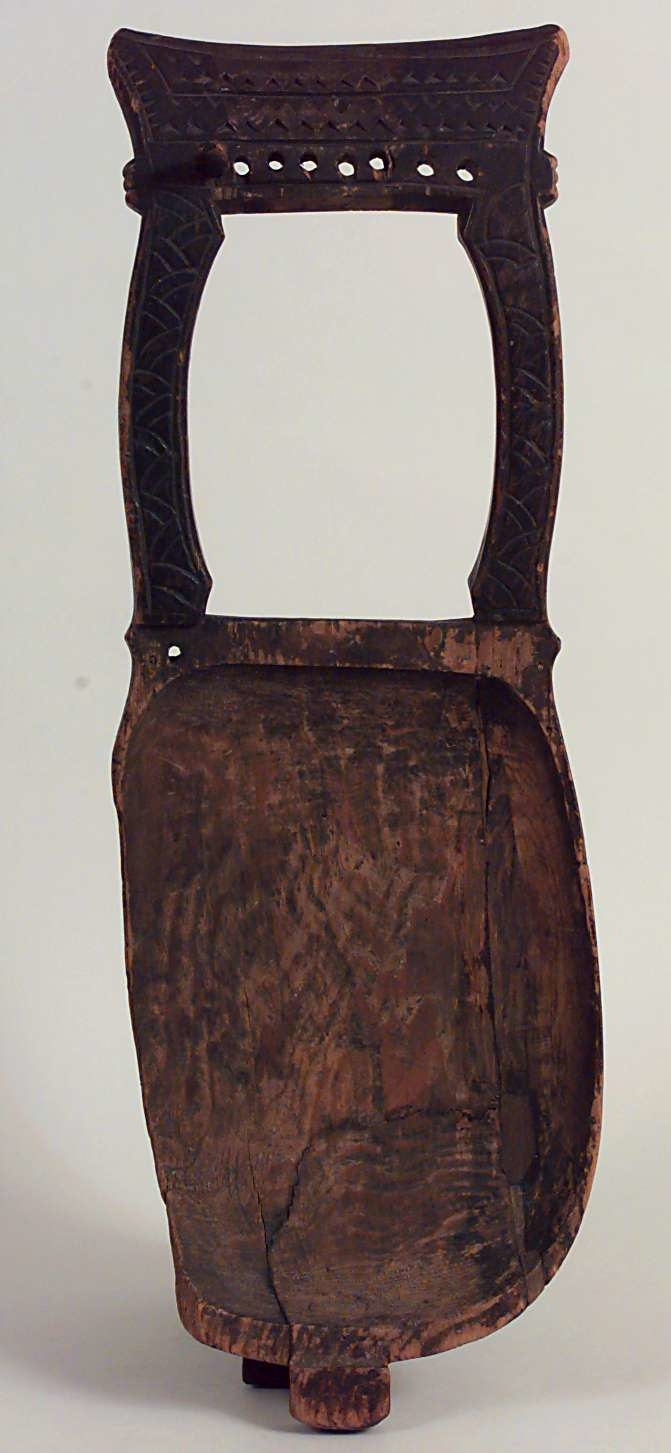
Lyran från Kravik

Kraviklyra är det äldsta instrument som upptäckts i Norge, och är den enda bevarade lyran av medeltida typ från Norden.[källa behövs] Instrumentet har fått sitt namn från gården Kravik i Numedal, Norge, där resterna av ett lyrformat instrument hittades år 1864. Lyran är gjord av ett furustycke och ansågs vara från 1300-talet, men C14-datering visade att trädet hade fällts mellan 1475 och 1633. Dagens instrument utgår från detta fynd, och originalet finns att se hos Norsk Folkemuseum på Bygdøy. Originalet har haft 7 strängar, och tros ha varit ett knäppinstrument som brukats som ackompanjemang till sång. Liknande instrument har hittats i Sverige, som gått ännu längre tillbaka i tiden.[källa behövs]

## Kraviklyra i dag
Flera norska folkmusiker har de senaste 30 åren åter börjat ta lyran i bruk, speciellt som ackompanjemang till sång. Instrumentet är idag känt mycket tack vare Einar Selvik och hans projekt Wardruna, Kati Ran samt instrumentmakaren Sverre Heimdal som byggt över 100 stycken.